# Балаж, Эржебет
Эржебет Балаж-Бараньяи (венг. Balázs-Baranyai Erzsébet; 15 октября 1920, Будапешт, Венгрия — 24 ноября 2014) — венгерская гимнастка, серебряный призёр летних Олимпийских игр в Лондоне (1948).

## Спортивная карьера
Пришла в гимнастику в 1938 г., поступив в Университет Земмельвайса, который окончила со степенью в области физического воспитания. Начала свою карьеру в спортивном обществе Budapest SE, в 1941 г. перешла в Postás SE, за который выступала до завершения гимнастической карьеры в 1953 г.
Становилась семикратной чемпионкой Венгрии в командном зачете (1943, 1944, 1946, 1949, 1951—1953), однако ни разу не смогла выиграть индивидуальную медаль. На летних Олимпийских играх в Лондоне (1948) завоевала серебро в командных соревнованиях, заменив получившую травму Агнеш Келети. Свой успех она повторила в следующем году на Всемирных университетских играх в итальянском Мерано (1949).
По завершении спортивной карьеры работала в качестве тренера и судьи по спортивной гимнастике. Являлась главным тренером клубов: «Гонвед» Будапешт (1960—1971), Debreceni VSI (1972—1973). В 1974—1977 гг. — главный тренер женской сборной Венгрии.
Была замужем за бронзовым призёром Олимпиады в Лондоне (1948) в командных соревнованиях Ласло Бараньяи.